# Xã Washington, Quận Cedar, Missouri
Xã Washington (tiếng Anh: Washington Township) là một xã thuộc quận Cedar, tiểu bang Missouri, Hoa Kỳ. Năm 2010, dân số của xã này là 1.100 người.